# 이사로그산털꼬리쥐
이사로그산털꼬리쥐(Batomys uragon)는 쥐과에 속하는 설치류의 일종이다. 필리핀 토착종으로 운무림에서 서식한다. 1988년에 처음 발견되었고, 2015년에 워싱턴 생물학회 회보를 통해 공식 출판되었다. 지금까지는 필리핀에서 가장 큰 섬 루손섬에서만 발견된다. 첫 표본은 루손섬 남쪽의 이사로그 산에서 수집되었다. 나머지 14점은 나중에 수집되었다. 이사로그 산에서만 발견되는 네 번째 포유류 종이다. 신종은 발레테 등이 기술했다. DNA 분석과 구조적 기술(형태학적 분석)에 기초하여 신종으로 분류했다. 근연종 루손털꼬리쥐와 바교하여, 키토크롬 b 서열과 상당한 크기의 몸, 채색, 두개골 구조 등dptj 차이가 있다.